# گام موازی

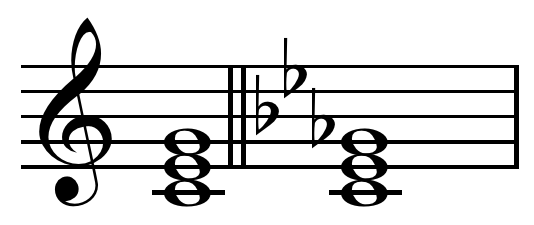
آکوردهای موازی در دو و.

گام موازی یا کلید موازی (انگلیسی: Parallel key) به گام‌هایی گفته می‌شود که دارای یک نام پایه و یک تونیک مشترک با دو «سرکلید» متفاوت هستند.
در گام ماژور و مینور، گام موازی آنها دارای فواصل مشترک در یکم درست، دوم بزرگ، چهارم درست، پنجم درست و اکتاو است. حالات و دانگ‌های گام موازی متفاوت از هم هستند.

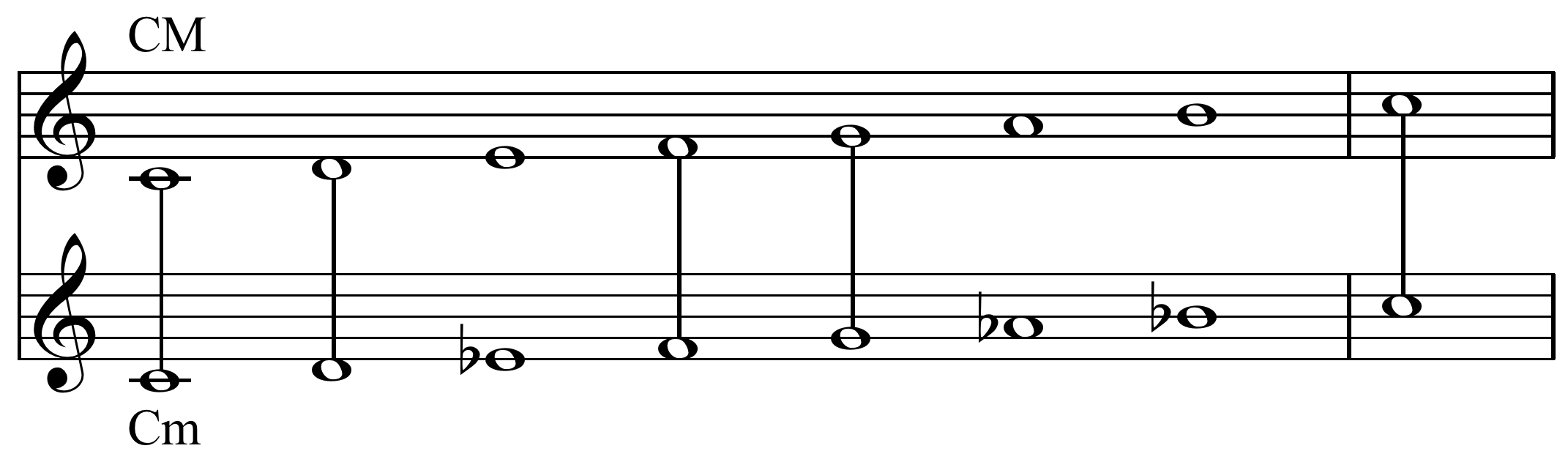
موازی ماژور}}و موازی مینور| مقایسه نت‌های مشترک و غیر مشترک گام موازی در دو ماژور و دو مینور